# George Theunis
George Theunis (Montegnée, 1873 – Bruxelles, 1966) è stato un politico belga.
È stato Primo ministro dal 16 dicembre 1921 al 13 maggio 1925 e dal 20 novembre 1934 al 25 marzo 1935.
Ingegnere elettrico, egli rappresenta il Belgio nella Commissione delle riparazioni dal 1919. Nel novembre del 1920 ha ereditato il portafoglio delle Finanze. Il 16 dicembre 1921 viene nominato primo ministro, carica che ha ricoperto fino al 13 maggio 1925. Nel 1932 divenne ministro della Difesa nazionale.
Georges Theunis è una figura di primo piano nel partito cattolico belga.

## Onorificenze

### Onorificenze belghe
- Ministro di Stato: da Decreto Reale[1]